# NHL (2004/2005)
Sezon 2004/2005 – miał być 88. sezonem rozgrywek NHL, którego jednak nie rozegrano. Sezon został oficjalnie odwołany 16 lutego 2005 z powodu pierwszego od dziesięciu lat lokautu, który rozpoczął się 16 września 2004 roku. Pierwsze mecze miały być rozegrane w październiku, jednakże odwołano wszystkie 1230 meczów sezonu zasadniczego. Oficjalnie rozgrywki odwołano 16 lutego 2005 roku. Był to pierwszy przypadek w północnoamerykańskiej zawodowej lidze sportowej, gdy sezon przerwano z powodu nieporozumień. Jednocześnie był to drugi przypadek w historii, kiedy nie przyznano Pucharu Stanleya, pierwszy raz miało to miejsce w sezonie 1918/1919, jednak było spowodowane epidemią hiszpanki. Podczas lockoutu do dziewiętnastu europejskich lig wyjechało 388 zawodników. Większość z nich powróciła do NHL, kiedy liga wznowiła rozgrywki.

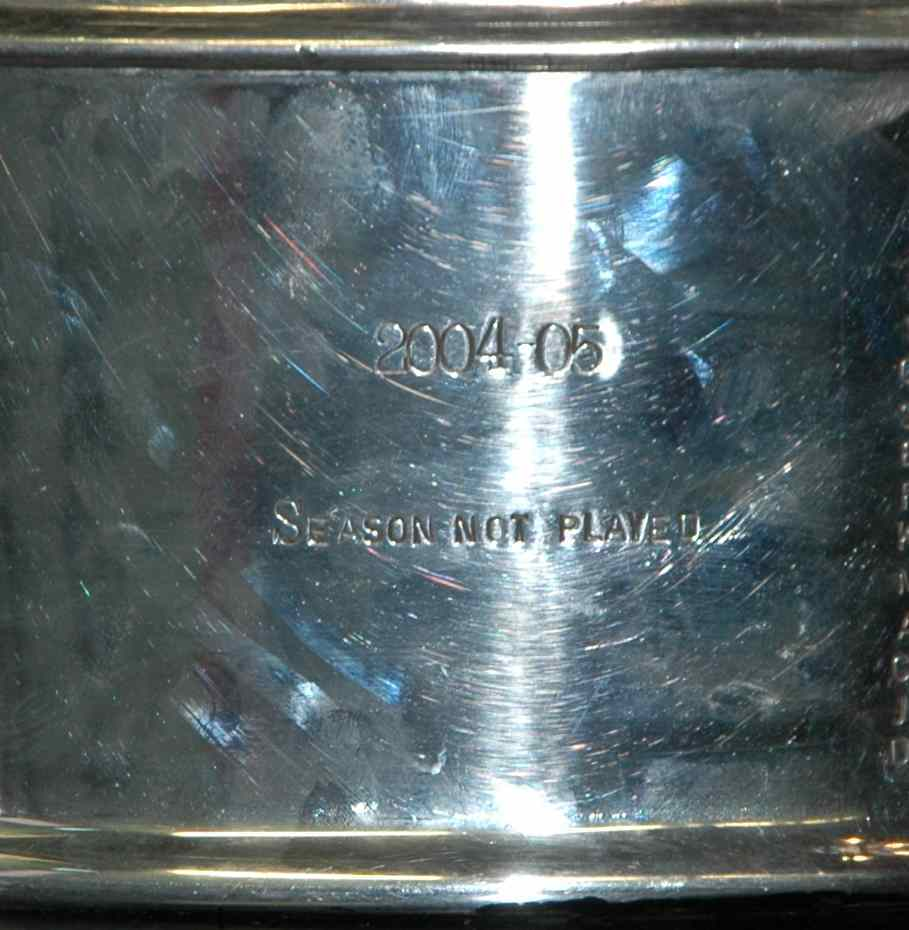
Wygrawerowany napis o nie rozegraniu sezonu na Pucharze Stanleya.